# Grönehög

Grönehög eller Grönhög i Skee socken norr om Strömstad är Bohusläns största gravhög.
Gravhögen uppfördes på 500-talet nära strandlinjen då havet då stod högre. Den är 45-50 meter i diameter och 6 meter hög. Många fornlämningar i Bohuslän är inte grävda men Grönehög är delvis utgrävd. Grönehög undersöktes 1928 av Sune Lindqvist, som konstaterade, att högen uppförts av torvor över ett tidigare anlagt röse med brandgrav från äldre järnåldern. Samtidiga med högen var en urna med rengjorda brända ben samt spridda fläckar med bålmörja i rösets övre delar. Det sparsamma gravgodset daterar högen till 500 e.Kr. Ovanpå röset stod en gravurna som förutom de kremerade benen innehöll gravgåvor: glaspärlor, skedar av ben, som var hårnålar. och föremål av järn och glas. Statens historiska har omvärderat benskedarna till hårnålar av norsk typ. Röset hade en primärbegravning, som bestod av kremerade ben med spår efter en ask av spån eller läder. Grönehög har alltså varit platsen att  gravsätta minst två personer. Första graven anlades under äldre järnålder i röset.  Andra begravningen skedde under folkvandringstid på 500-talet e.Kr. alltså ett par hundra år efter den första graven.
Strax intill ligger tio delvis förstörda gravhögar och i närheten finns även Blomsholms fornminnesområde. På området har gravar uppförts under flera hundra år. Grönehög är den enda graven som har undersökts av arkeologer. Grönehög tillhör forminnesområdet kring Blomsholm och gravhögen är en av platsens dragplåster.